# Unafilm

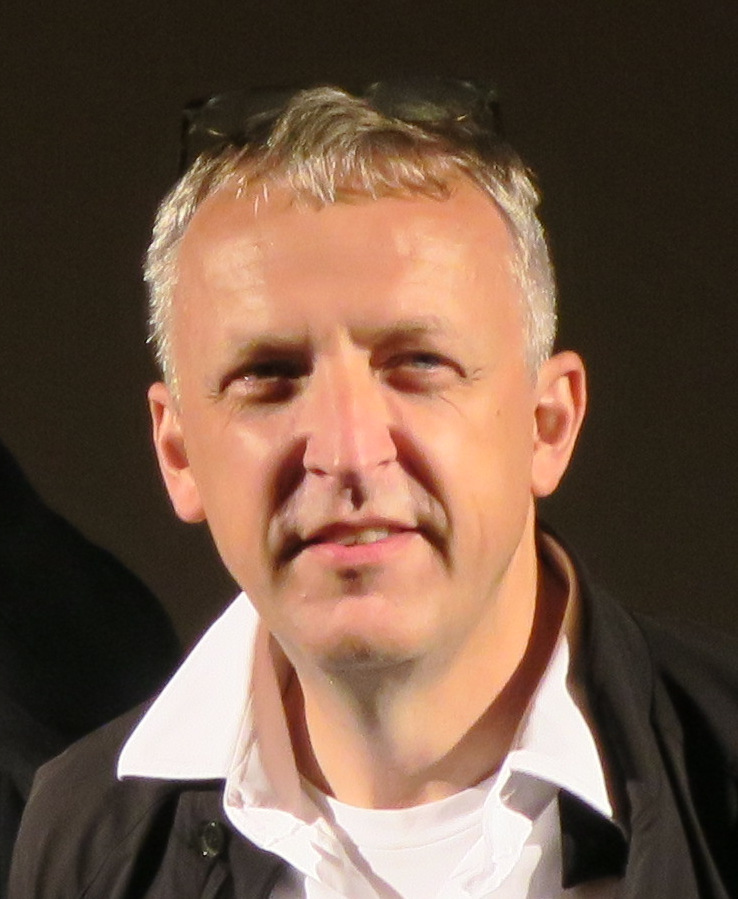
Titus Kreyenberg auf dem Hamburger Filmfest 2016

unafilm ist eine deutsche Filmproduktionsfirma. Das Unternehmen mit Sitz in Köln und Berlin wurde 2004 von Titus Kreyenberg gegründet.

## Firmengeschichte
unafilm ist Mitglied bei der europäischen Produzentenvereinigung Atéliers du Cinéma Européen, der AG DOK, dem Filmbüro NW e. V. und der Deutschen Filmakademie sowie der Europäischen Filmakademie.
unafilm produziert sowohl nationale als auch internationale Kinofilme, fiktionale sowie dokumentarische Filme.
Filme von unafilm wurden national und international im Kino ausgewertet und liefen unter anderem im Wettbewerb der folgenden Filmfestivals: Internationale Filmfestspiele von Cannes, Berlinale, Toronto (TIFF),
Amsterdam (IDFA), Thessaloniki, San Sebastian, DOK Leipzig, der Diagonale.

## Filmproduktionen
2024
Electric Child – Spielfilm von Simon Jaquemet
Horizonte – Spielfilm von César Augusto Acevedo
Das radikale Ich – Dokumentarfilm in Postproduktion von Johann Feindt
Mykonos – Super Paradise – Dokumentarfilm in Postproduktion von Steve Krikris

2023
Bufis – Spielfilm von Mahad Ahmed und Vincenzo Cavallo
When You Are 17 / Siebzehn Sein – Spielfilm von Giorgi Mukhadze

2022
La Piel Pulpo / Die Haut des Tintenfischs – Spielfilm von Ana Cristina Barragán
Tatort: Gier und Angst – Fernsehkrimi von Martin Eigler

2021
The River – Spielfilm von Ghassan Salhab
Eine Frau – Dokumentarfilm von Jeanine Meerapfel

2020
Gefangen (2021) – Fernsehfilm von Elke Hauck

2019
Dust – Spielfilm von Udita Bhargava
Flatland – Spielfilm von Jenna Bass
Das Wunder im Meer von Sargasso (To thavma tis thalassas ton Sargasson) – Spielfilm von Syllas Tzoumerkas

2018
Draußen – Dokumentarfilm von Johanna Sunder-Plassmann und Tama Tobias-Macht

2017
I Am Not a Witch – Spielfilm von Rungano Nyoni
Rey – Spielfilm von Niles Atallah
Tatort: Sturm – Fernsehkrimi von Richard Huber

2016
Clair Obscur (Tereddüt) – Spielfilm von Yeşim Ustaoğlu
 Die Habenichtse – Spielfilm von Florian Hoffmeister, nach dem gleichnamigen Roman von Katharina Hacker
Jesús – Spielfilm von Fernando Guzzoni

2015
Until I Lose My Breath – Spielfilm von Emine Emel Balci

2014
A Blast – Spielfilm von Syllas Tzoumerkas
The Bridges of Sarajevo – Spielfilm von Aida Begic, Isild Le Besco, Leonardo di Costanzo, Jean-Luc Godard, Kamen Kalev, Sergei Loznitsa, Vincenzo Marra, Ursula Meier, Vladimir Perisic, Cristi Puiu, Marc Recha, Angela Schanelec, Teresa Villaverde
The Valley – Spielfilm von Ghassan Salhab
Los Hongos – Spielfilm von Oscar Ruiz Navia

2013
Heli – Spielfilm von Amat Escalante
Halbschatten – Spielfilm von Nicolas Wackerbarth

2012
Formentera – Spielfilm von Ann-Kristin Reyels
Ich liebe dich – Dokumentarfilm von Emine Emel Balci
Domestic – Spielfilm von Adrian Sitaru

2011
Peak – Über allen Gipfeln – Dokumentarfilm von Hannes Lang
Schönheit – Dokumentarfilm von Carolin Schmitz
Future Lasts Forever – Spielfilm von Özcan Alper
Mark Lombardi – Kunst und Konspiration – Dokumentarfilm von Mareike Wegener
Die Ausbildung – Spielfilm von Dirk Lütter

2010
Our Grand Despair – Spielfilm von Seyfi Teoman
Satte Farben vor Schwarz – Spielfilm von Sophie Heldman

2009
Die Kinder vom Friedrichshof – Dokumentarfilm von Juliane Großheim

2007
Elli Makra, 42277 Wuppertal – Spielfilm von Athanasios Karanikolas

2006
Hannah – Spielfilm von Erica von Moeller
Benidorm – Kurzdokumentation von Carolin Schmitz

2005
Die große Depression – Dokumentarfilm von Konstantin Faigle